# Pier Francesco Tosi
Pier Francesco Tosi (ur. 13 sierpnia 1654 w Cesenie, zm. 16 lipca 1732 w Faenzy) – włoski teoretyk muzyki, kompozytor i śpiewak, kastrat (kontralt).

## Życiorys
Od 1667 do 1677 roku był śpiewakiem w bazylice Sant’Agostino w Rzymie. Przed 1681 rokiem otrzymał święcenia kapłańskie. Od 1681 do 1685 roku był członkiem chóru katedry w Mediolanie. W 1689 roku został przyjęty na członka Accademia Filarmonica w Bolonii. W 1693 roku osiadł w Londynie, gdzie dawał cotygodniowe koncerty i działał jako nauczyciel śpiewu. Po 1701 roku pozostawał w służbie cesarza Józefa I, a następnie elektora Palatynatu Jana Wilhelma, odbywając liczne podróże po Europie. Od 1723 do 1727 roku ponownie przebywał w Londynie. Pod koniec życia wrócił do Włoch.
Jego dorobek kompozytorski obejmuje tylko jedno wydane dzieło, oratorium Il martirio di Santa Caterina, poza tym pozostawił w rękopisach liczne arie i kantaty. Opublikował podręcznik śpiewu Opinioni de Cantori antiche e moderni (Bolonia 1723), który jeszcze w XVIII wieku doczekał się tłumaczeń na języki angielski, niemiecki i francuski.